# Campionati europei juniores di biathlon 2024
I Campionati europei juniores di biathlon 2024 sono la 8ª edizione della manifestazione. Si sono svolti a Szklarska Poręba, in Polonia, dall'8 all'11 febbraio 2024.
I campionati costituiscono una tappa del circuito di IBU Junior Cup, il circuito giovanile del biathlon mondiale, per il quale assegnano punti; ne consegue che possano iscriversi anche atleti non europei; la classifica del campionato viene poi stilata considerando solamente gli atleti europei iscritti, mentre quella della gara è valevole per le classifiche del circuito cadetto.

## Podi

### Uomini
| Evento            | Oro                   | Tempo   | Argento             | Tempo   | Bronzo          | Tempo   |
| 15 km individuale | Enkhbatyn Enkhsaikhan | 44:34.8 | Kalle Loukkaanhuhta | 44:36.4 | Jakob Kulbin    | 44:54.8 |
| 10 km sprint      | Arttu Heikkinen       | 32:16.3 | Marcin Zawół        | 32:45.6 | Jakob Kulbin    | 33:04.7 |
| 12 km mass start  | Matija Legović        | 39:13.6 | Vitalij Mandzyn     | 39:33.3 | Lukas Haslinger | 39:54.6 |

### Donne
| Evento              | Oro          | Tempo   | Argento           | Tempo   | Bronzo          | Tempo   |
| 12.5 km individuale | Anna Andexer | 39:56.1 | Leonie Pitzer     | 43:07.2 | Heda Mikolášová | 43:35.6 |
| 7.5 km sprint       | Lara Wagner  | 26:52.1 | Sonja Leinamo     | 27:08.0 | Anna Andexer    | 27:14.1 |
| 9 km mass start     | Anna Andexer | 28:46.3 | Svatava Mikysková | 29:11.2 | Ema Kapustová   | 29:32.4 |

## Medagliere
| Pos.   | Paese      | Oro | Argento | Bronzo | Totale |
| ------ | ---------- | --- | ------- | ------ | ------ |
| 1      | Austria    | 3   | 1       | 2      | 6      |
| 2      | Finlandia  | 1   | 2       | 0      | 3      |
| 3      | Croazia    | 1   | 0       | 0      | 1      |
| 3      | Mongolia   | 1   | 0       | 0      | 1      |
| 5      | Rep. Ceca  | 0   | 1       | 1      | 2      |
| 6      | Polonia    | 0   | 1       | 0      | 1      |
| 6      | Ucraina    | 0   | 1       | 0      | 1      |
| 8      | Estonia    | 0   | 0       | 2      | 2      |
| 9      | Slovacchia | 0   | 0       | 1      | 1      |
| Totale | Totale     | 6   | 6       | 6      | 18     |